# 자니 레버

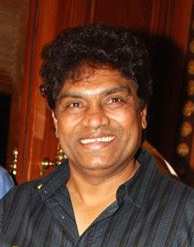

자니 레버(John Rao Janumala, 1957년 8월 14일 ~ )는 인도의 영화배우, 희극 배우이다.

## 영화
- 골말 어게인 (2017년)
- 딜발레 (2015년)
- 엔터테인먼트 (2014년)
- 보스 (2013년)
- 골말 3 (2010년)
- 파운드 어 그룸 (2010년)
- 데 다나 단 (2009년)
- 올 더 베스트: 펀 비긴스 (2009년)
- 헤라 페리 2 (2006년)
- 난 사랑에 빠졌어요 (2003년)
- 꼬이 밀 가야,누군가를 만났어 (2003년)
- 짤떼 짤떼 (2003년)
- 아워 시크릿 (2002년) - 의사 다르스한 역
- 케타 하이 딜 바 바 (2002년)
- 초리 초리 춥케 춥케 (2001년)
- 까삐꾸씨 까삐깜 (2001년)
- 쿤와라 (2000년) - 고팔 역
- 피자 (2000년)
- 킹 (1999년) - 람 랄 역
- 솔져 (1998년) - 모한 / 소한 역
- 무슨 일인가 일어나고 있어 (1998년) - 알메이다 역
- 디와나 마스타나 (1997년) - 가포르 역
- 코일라 (1997년)
- 라자 힌두스타니 (1996년)
- 카란 아르준 (1995년)
- 안잠 (1994년)
- 도박사 (1993년)
- 더 몬스터(영어판) (1993년)